# Tullio Pitacco
Tullio Pitacco (Trieste, 26 febbraio 1925 – Venezia, 24 dicembre 1946) è stato un cestista italiano.

## Carriera
Con la Nazionale ha preso parte agli Europei 1946. In totale ha disputato 4 incontri in maglia azzurra, realizzando 14 punti.